# 오대진언집
오대진언집(五大眞言集)은 충청북도 단양군 에 있는 책이다. 2004년 10월 22일 충청북도의 유형문화재 제253호로 지정되었다.

## 개요
우리나라에서 가장 널리 유통된 다라니 가운데 5종의 다라니를 편집한 책으로 성화(成化) 11(1485)년 은진 쌍계사(雙溪寺)에서 개판되었으며 인출의 상태나 지질 등으로 보아 조선 초·중기의 우리나라 목판인쇄문화를 규견(窺見)하는데 가치가 있는 것으로 평가된다.

## 참고 자료
- 오대진언집 - 국가유산청 국가유산포털